# Citra petita
Citra petita ou infra petita é uma expressão latina (citra: 'aquém de'; petita: 'pedido') bastante usada no Direito. Está trlacionada a um princípio que garante que as sentenças sejam limitadas ao que foi solicitado pelas partes, preservando a integridade do processo. Por princípio, o juiz, ao proferir sua decisão, não deve conceder além do que foi solicitado pelas partes. Tal princípio está presente em diversas jurisdições, sendo aplicado de maneira variada, a depender do sistema jurídico de cada país.
A sentença citra petita não ultrapassa (como no caso de ultra petita) ou difere (caso de extra petita) do que foi pedido, mas concede menos do que foi pedido pelo autor da ação, o que não necessariamente seria um vício. Porém, caso se verifique uma omissão judicial, a sentença citra petita é impugnável. 

## No Brasil
Incorre nos vícios ultra, extra ou citra petita a sentença que viola o princípio da adstrição ou congruência:
"Não pode a sentença ser de natureza diversa do pedido, nem condenar o réu em quantidade superior ou objeto diverso do que lhe foi demandado. A sentença que julga além do pedido se diz ultra petita; a que julga fora do pedido, extra petita. Tais sentenças são nulas, como nula é a sentença citra ou infra petita, qual seja, a que deixa de apreciar pedido expressamente formulado. Esta última viola o principio da indeclinabilidade da jurisdição." 
"É firme a orientação do Superior Tribunal de Justiça no sentido de que, na hipótese de a sentença não ter apreciado todos os pedidos formulados pelos autores, caracterizando julgamento citra petita, ou de dar solução diversa da pretensão deduzida na exordial, pode o Tribunal a quo anulá-la de ofício, determinando que outra seja proferida." 
Reconhecendo-se a existência de omissão, os autos devem retornar ao tribunal de origem para que profira novo julgamento e aborde a matéria omitida.
O princípio da congruência ou adstrição garante que o julgamento seja limitado ao que foi pedido pelas partes. O Código de Processo Civil (CPC) de 2015 reforça esse princípio, em seu artigo 492,  estabelecendo que o juiz deve observar os limites do pedido, não podendo conceder algo além  (ultra petita) ou diferente  (extra petita) do requerido. No caso de citra petita, se houver omissão quanto a algum dos objetos da petição inicial, a  sentença pode ser anulada.
Exemplo 1: uma ação judicial na qual o autor pede a condenação do réu ao pagamento de R$50.000,00. Se o juiz, ao proferir a sentença, conceder R$ 30.000,00, ele está respeitando o princípio da congruência, pois analisou a integralidade do pedido e nada concedeu além do pedido. Se concedesse mais do que os R$50.000,00, estaríamos diante de uma decisão ultra petita.
Exemplo 2: a petição inicial diz respeito a exoneração de fiança e de multa contratual, porém este último pedido não foi analisado na sentença. Portanto não houve respeito ao princípio da congruência. Nesse caso, a sentença citra petita pode ser anulada de ofício, por omissão. 

### Processo civil
No direito processual civil brasileiro, as decisões citra petita ou infra petita podem ser analisadas sob um prima objetivo ou subjetivo. São objetivamente citra petita as decisões que ficam aquém do pedido autoral ou não enfrentam a causa de pedir ou a alegação da defesa. Tais decisões  não resolvem a demanda em relação a todos os sujeitos do processos, sejam autores, réus ou intervenientes. Por se tratar de uma omissão judicial, a decisão citra petita é impugnável por meio de embargos de declaração. Também é possível apelar da sentença citra petita, oportunidade em que o tribunal poderá integrar a sentença, isto é, julgar o que o juiz sentenciante deixou de analisar. Se não for possível julgá-la, deve o tribunal anular a sentença. Não havendo constituição de coisa julgada, poderá o autor mover uma nova ação, caso tenha havido omissão na análise de seu pedido. Já a defesa, expirado o prazo da apelação, poderá mover ação rescisória, direito que também socorre o autor, conforme entende o Superior Tribunal de Justiça.

### Processo penal
No direito processual penal, em razão da vinculação do juízo aos fatos, a decisão citra petita é definida como aquela que não analisa os fatos articuladas na petição inicial, seja ela uma denúncia ou queixa-crime, repercutindo em nulidade.. Essa nulidade pode ser combatida por meio de embargos de declaração ou apelação, sendo que, na última, haverá de ser feita em sede de preliminar.

## No mundo
Em sistemas de common law, como nos Estados Unidos e no Reino Unido, o princípio da citra petita é igualmente respeitado, embora a terminologia possa variar. Nessas jurisdições, o juiz também deve proferir decisões dentro dos limites do que foi solicitado pelas partes.